# Carnivore (группа)
Carnivore (с англ. — «Плотоядный») — американская кроссовер-трэш группа из Бруклина, штат Нью-Йорк, основанная вокалистом и басистом Питером Стилом, образовавшаяся в результате распада бруклинской метал-группы Fallout в 1983 году.

## История

### CarnivoreиRetaliation
Carnivore выпустили свой дебютный альбом Carnivore в ноябре 1985 года. Для этого альбома группа назвала свои имена «экзотическим» способом: Петрус Т. Стил и Луи Бато. В это время во время своих концертов группа часто одевалась воинами в рваной одежде и с шипами, прикрепленными к хоккейному снаряжению. Кейт Александер покинул группу в 1986 году, потому что его не интересовало новое кроссоверное направление группы, и его заменил Марк Пиованетти, который позже присоединился к Crumbsuckers. В сентябре 1987 года Carnivore выпустили свой второй альбом Retaliation. Вскоре после выхода второго альбома группа распалась, и Питер Стил сформировал новую группу под названием Repulsion, которая позже была переименована в Type O Negative. Судя по аннотации на обложке «Top Shelf Edition» их второго альбома, первый альбом Type O Negative, Slow Deep and Hard был составлен в основном из материала, изначально написанного для Carnivore. Питер Стил и Марк Пиованетти больше не появлялись вместе на релизе до компиляции Songs of the Witchblade: A Soundtrack to the Comic Book в 1998 году.

### Реформация и второй распад
Несмотря на то, что группа была распущена на долгие годы, музыканты несколько раз воссоединялись, в том числе они дали несколько концертов в середине 1990-х с составом времён Retaliation и выступили на Milwaukee Metalfest 1996 года, а также отыграли несколько концертов с 2006 по 2007 год с новым составом из четырех человек. Новый состав группы выступил на Wacken Open Air в 2006 году.
Питер Стил умер 14 апреля 2010 года, из-за чего группа распалась во второй раз.

### Carnivore A.D.
В августе 2017 года было объявлено, что Carnivore будет официально преобразована в Carnivore A.D. с участием оригинального барабанщика Луи Беато и гитариста Марка Пиованетти вместе со вторым барабанщиком Джо Бранчифорте, разделяющим обязанности ударника, а также представлением нового участника Барона Мисурака в качестве басиста и вокалиста.
После выступления на пре-вечеринке Black N Blue Bowl в мае 2017 года Пиованетти объявил, что группа будет реформироваться из уважения к наследию Питера Стила, одновременно отличаясь от прошлых воплощений группы. Они отыграли свой первый концерт с Мисураки 31 октября в Bowery Electric в Нью-Йорке, получивший название "A Halloween SteeleTacular". Затем группа дебютировала на фестивале Hellfest в 2018 году.

## Музыкальный стиль
Первый альбом Carnivore находился под сильным влиянием современной хардкор-сцены Нью-Йорка. Он также черпал вдохновение из Black Sabbath и ранних Judas Priest, тогда как второй альбом имел значительные влияния кроссовера. «Постапокалиптическая» тема, которая доминировала в первом альбоме и была частично перенесена во второй альбом, очевидно, была вдохновлена мечтой Пита Стила и стала основой для лирики «Predator», первой песни из оригинального альбома. Затем тематика была расширена, чтобы описать человеческое общество (или его отсутствие) между воображаемыми третьей, четвёртой и, возможно, пятой мировыми войнами (как указано в песне «World Wars 3 & 4»). Другие лирические темы включали нигилизм, антирелигиозные настроения, цинизм и явные, но насмешливые описания расчленёнки и отчаяния. Лучше всего данные темы отражают названия песен, такие как «Jesus Hitler» (с англ. — «Иисус Гитлер»), «Race War» (с англ. — «Расовая война»), «Thermonuclear Warrior» (с англ. — «Термоядерный воин») и «God is Dead» (с англ. — «Бог мёртв»).

## Состав
Текущий состав
- Луи Беато — ударные (1982–1987, 1994–1996, 2017–настоящее время)
- Марк Пиованетти — гитара (1987, 1994–1996, 2017–настоящее время)
- Барон Мисурака — бас-гитара, вокал (2017–настоящее время)
- Джо Бранчифорте — ударные (2017–настоящее время)

Бывшие участники
- Питер Стил — вокал, бас-гитара (1982–1987, 1994–1996, 2006–2010; умер в 2010)
- Кейт Александер — гитара (1982–1986, умер в 2005)
- Стэн Пиллис — гитара (1982–1983)
- Пол Бенто — гитара (2006–2010)
- Стив Тобин — ударные (2006–2010)
- Джои З. — гитара (2006–2010)

## Дискография

### Студийные альбомы
- Carnivore (1985)
- Retaliation (1987)

### Компиляции
- Retaliation / Carnivore (1991)

### Демо
- Demo '84' (1984)
- U.S.A. for U.S.A. (1986)

### Синглы
- «Carnivore» (1984)
- «Predator» (1985)